# 印度经济
印度經濟是全球成長最快的新興經濟體之一、世界十大經濟體之一。以IMF公佈的全球購買力平價（PPP）數據，印度是世界第三大經濟體。以美元作為貨幣單位的GDP計算，印度是世界第五大經濟體，並且一直保持著高速度增長。許多專家預測2050年印度將會成為僅次於中国的經濟體，並且與美國經濟總量相等。自21世紀初以來，印度的GDP年平均成長率為6％至7％，印度在2014/15財政年度的GDP增長達7.3%，是成長最快的世界主要經濟體。
印度經濟產業多元化，涵蓋農業、手工藝、紡織以至服務業。雖然印度三分之二人口仍然直接或间接依靠農業維生，後來服務業日益重要，佔國內生產總值的55.6％，是增長最迅速的部門。印度憑藉資訊科技及大量受過教育並懂得英語的青年，發展成為全球企業將客戶服務和技術支援等「後勤工序」外判的中心。印度成為軟體及金融技術人員的「輸出國」，其他行業如製造業、製藥、生物科技、電訊、造船、航空和旅遊的發展潛力也十分龐大。
2019年，印度的十大貿易夥伴包括美國，德國，南韓，瑞士，香港，阿聯酋，沙烏地阿拉伯和伊拉克等。在2018-19財年，印度的外國直接投資（FDI）為644億美元。印度與多國締結有自由貿易協定，包括日本，東盟，南韓和SAFTA等。
自英獨立後，印度奉行社會主義的經濟路線，嚴格限制私營公司、對外貿易和外來投資。冷戰後期，印度開放市場，實施經濟改革，減少政府對貿易和投資的控制。印度政府將公營機構私營化以及開放行業予私營和外資參與。
印度可能在2023年間成為人口最多的國家，預計將在2030年代擁有人口紅利，潛力巨大，不過其人均收入依然處於發展中國家水平。龐大的人口也使印度面對貧富懸殊。印度是世界第四大汽車工業國，並且是世界上增長最快的電子商務市場之一。印度礦業貢獻了該國工業GDP的11％和GDP的2.5％。印度是世界第二大鋼鐵產業國，第二大煤炭產業國，第二大水泥產業國和发电量第三大的國家。

## 歷史
印度經濟大致可分為三段時期，第一段為前殖民時期，直至17世紀止，第二段為英國統治時期，由17世紀開始，而第三段則是由1947年印度獨立直至現在。

### 古代至至英国统治时代

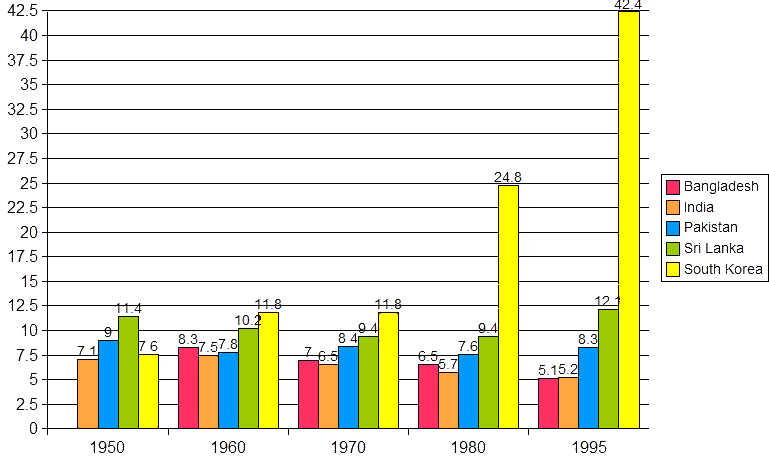
人均GDP比較

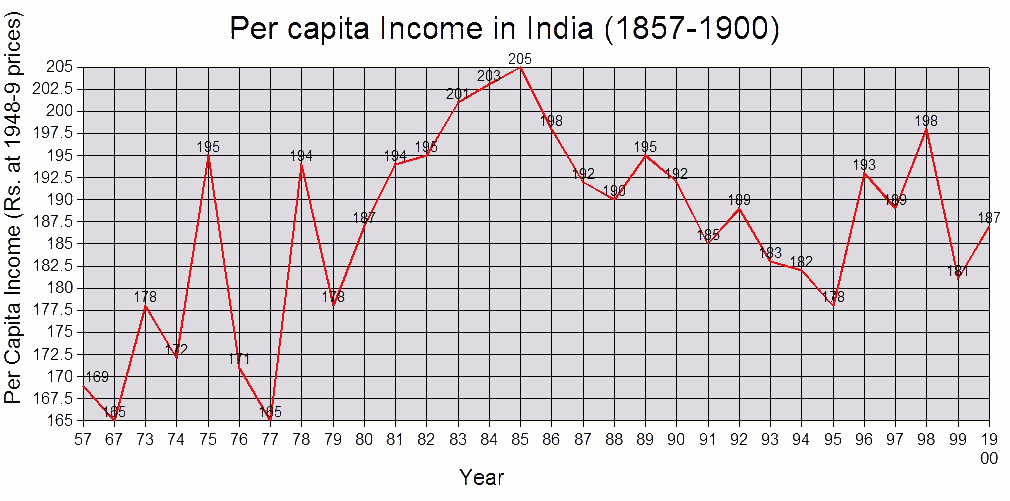
印度人均收入估計（1857–1900年）（以1948–49年價格為基準）

公元前3500年至公元前1800年间，印度次大陆形成了已知的最早的城市文明印度河流域文明，居民以自给自足的农业为主，手工业和冶金业达到当时先进水平。公元前5世纪，恒河平原一带已产生货币制度，尽管统治者铸币作为硬通货，以物易物仍相當普遍。
早在公元前1世纪，马拉巴尔海岸和科罗曼德尔海岸地区成为东西方贸易的中转站。宗教在塑造经济活动中发挥重要影响力，安拉阿巴德、瓦拉纳西、纳西克、普里等城镇因朝圣活动而兴起，逐步发展成为贸易和商业中心。从公元1世纪开始，印度跃升为当时世界上最大的经济体。13世纪起，伊斯兰王朝德里苏丹国的建立，将印度次大陆融入不断增长的世界贸易体系，在14世纪到18世纪之间，南印度與東南亞、西亞之間的貿易非常活跃。伊斯兰世界的机械技术也开始在印度次大陆广泛使用，印度的棉纺织生产得到了极大的发展。

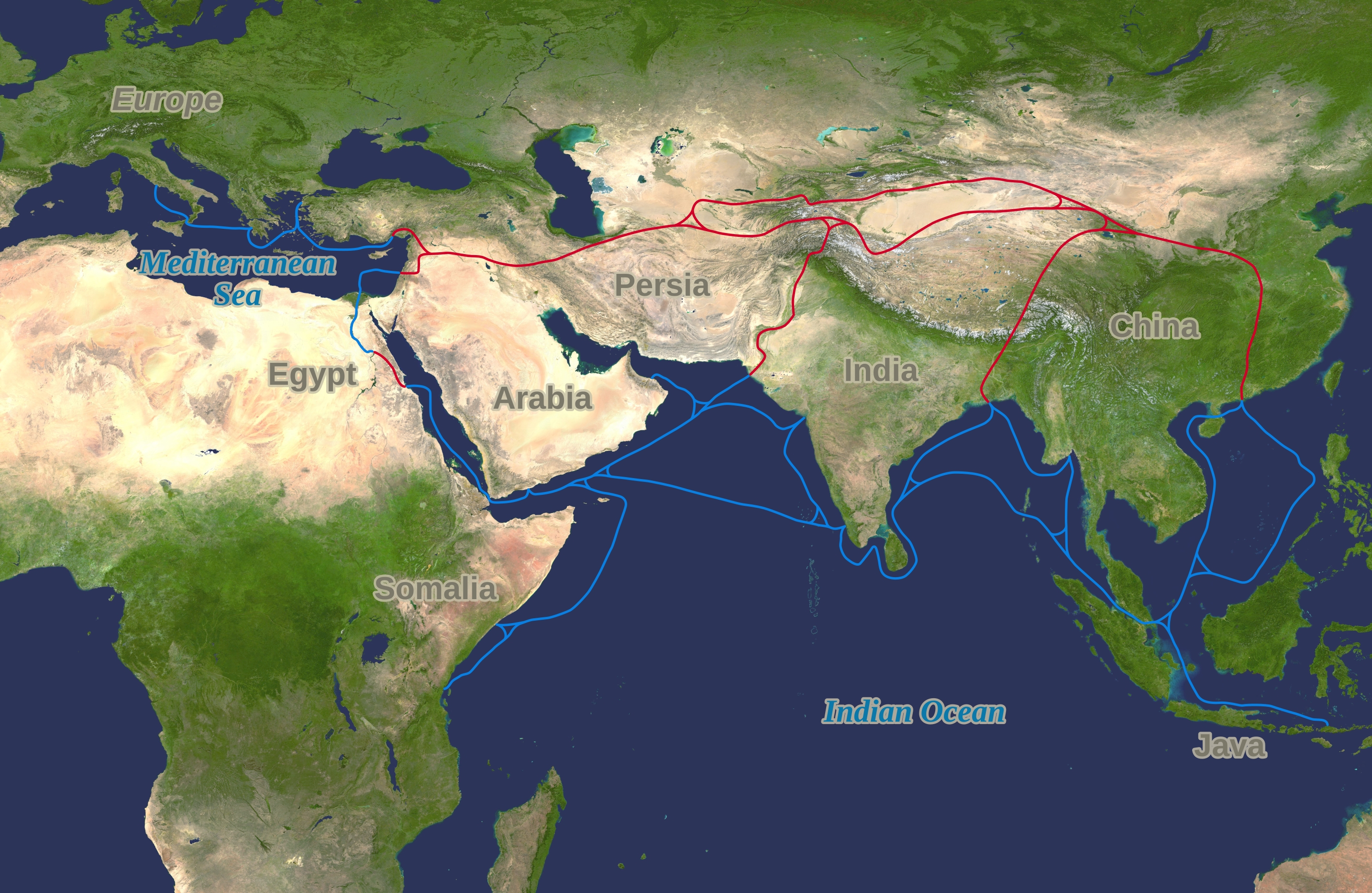
印度與歐洲的香料貿易

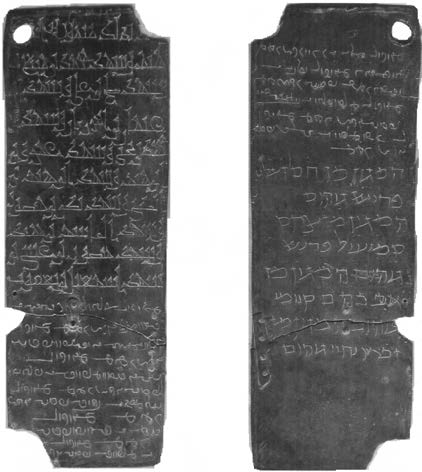
南印度哲羅王授予聖多馬基督徒特許證明

莫卧儿帝国时代是印度经济的最鼎盛时期，经济产出约占世界四分之一，土地改革促进了农业生产，纺织业尤为兴盛，丝绸和棉纺织品大量出口到欧洲、亚洲市场，城市化水平相对较高，15%的人口居住在城市中心，高於當時的歐洲城市人口比例。
18世纪早期莫卧儿帝国衰落后，由此产生的政治不稳定和武装冲突严重影响了经济发展，直至不列颠东印度公司进入印度并确定统治地位。

### 英国统治时代

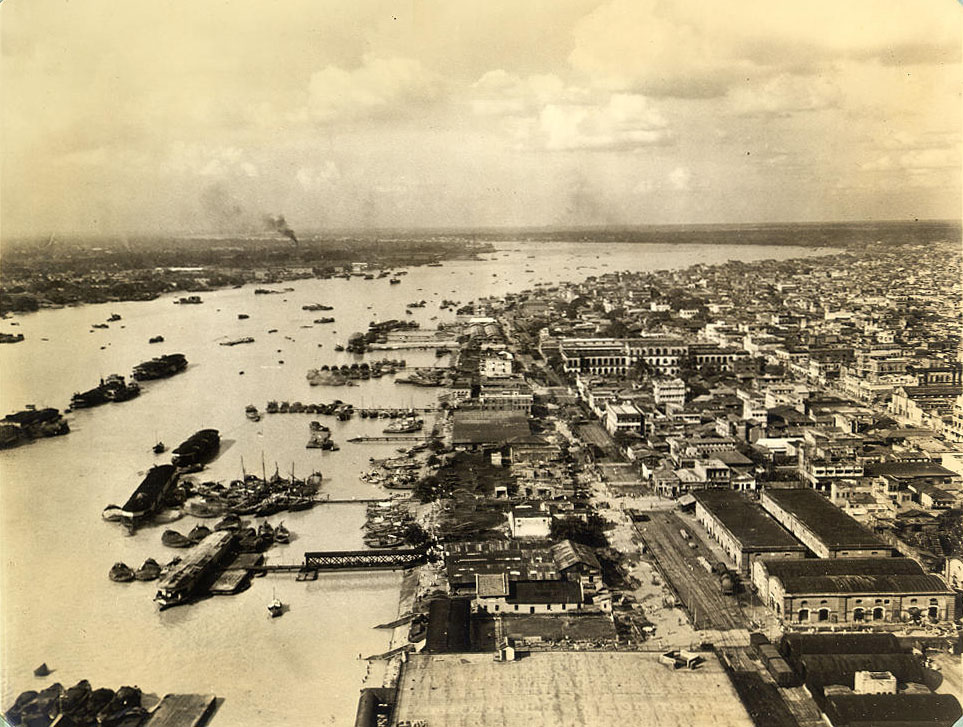
加尔各答港鸟瞰，摄于1945年。在英治时期，加尔各答是印度的经济中心，在二战其间更见证了工业的迅速发展。

从19世纪开始，不列颠东印度公司在印度逐步扩张和巩固带来了税收和农业政策的重大变化，这种变化倾向于促进以贸易为重点的农业商业化，导致粮食作物减产，农民大规模贫困化，并在短期内导致了无数次饥荒。英国的经济政策使他们垄断了印度的巨大市场和棉花资源，棉花从印度免税进口到英国工厂，制造的纺织品再返销至印度市场。19世纪，英国取代印度成为世界上最大的纺织品制造国。另一方面，英国殖民统治创造了稳定印度社会的制度环境，在印度建造了一个现代化的铁路运输系统，带来了现代法律体系，大规模灌溉系统的建立促进了出口经济作物和工业原料的种植，特别是黄麻、棉花、甘蔗、咖啡、橡胶和茶叶。

### 印度獨立後
1947年，印度独立，并在1950年成立印度共和国。印度獨立後初期的經濟政策由其第一任總理贾瓦哈拉尔·尼赫鲁主導，並由其後的英迪拉·甘地繼承。当时的印度政府采取“国家主导市场”的政策，模仿苏联实施“五年计划”，积极奉行进口替代战略，通过工业许可证制度、信贷控制、价格政策等限制私人部门发展，这种“半管制经济”导致了经济发展的缓慢和不均衡。至1980年代，印度的GDP年均增长率只有3.5%左右，被稱為「印度式經濟增長率」。拉吉夫·甘地试图放宽对私人部门的限制，解除对大企业的信贷配额限制，并通过税收减免等方式鼓励其投资。尝试虽然提高了经济增长率，却同时带来通货膨胀、财政赤字扩大和外汇短缺等问题。
1990年代，作为印度主要贸易伙伴的苏联解体，以及两伊战争导致油价飙升，引发了印度的重大国际收支危机。为接受国际货币基金组织援助，1991年7月，總理纳拉辛哈·拉奥與財長曼莫汉·辛格正式展開經濟自由化改革，放松对工业、外贸和金融部门的管制，大幅降低关税，放宽外汇管制。自此，印度开始向自由市场经济迈进，国家对经济的控制大幅减少，金融自由化程度不断提高，经济进入快速增长时期。2022年，印度超越英国成为世界第五大经济体。

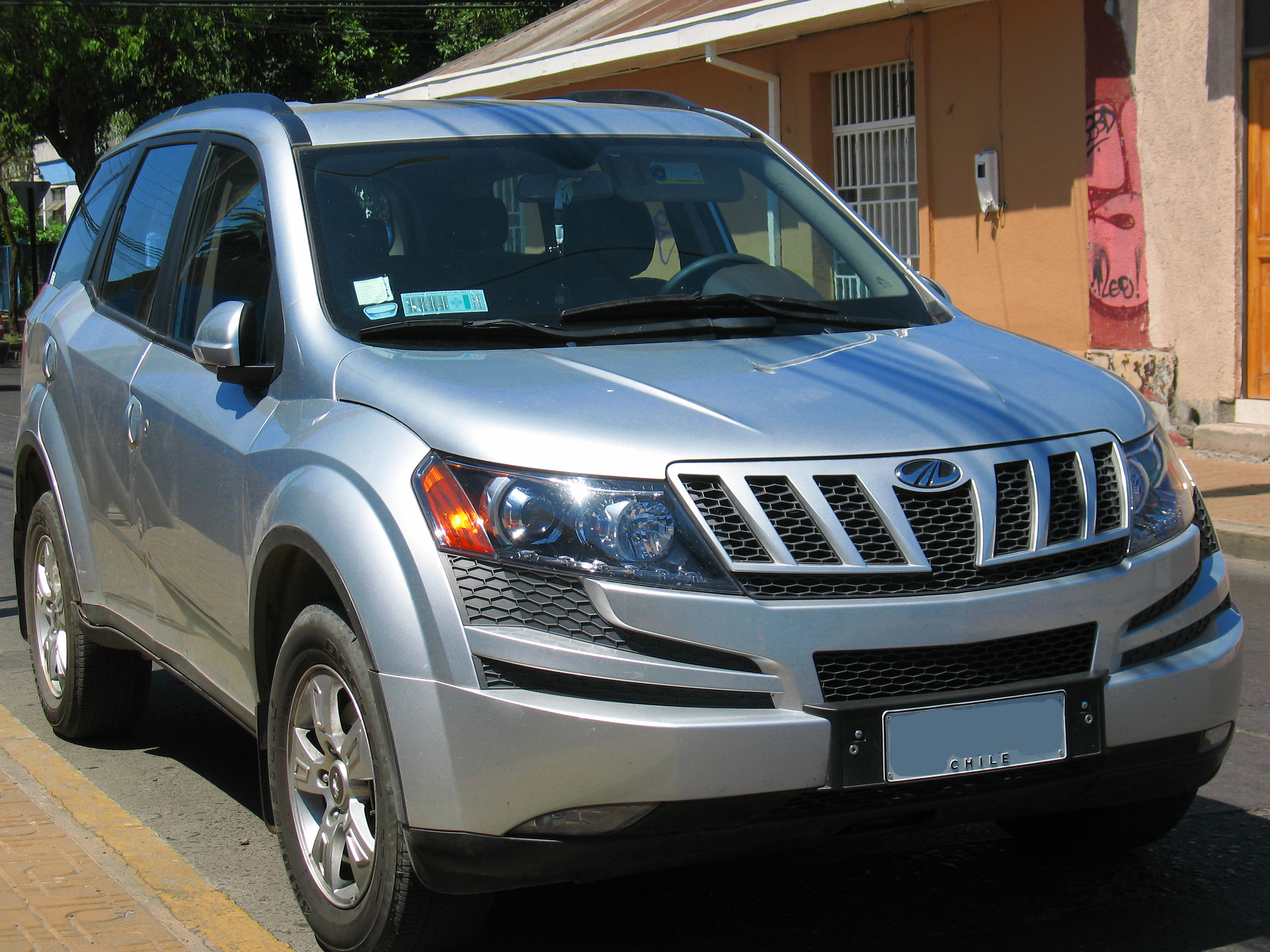
XUV500

## 數據
該表顯示了1980-2018年的主要經濟指標。低於5％的通貨膨脹為綠色
| Year | GDP (10億美元 PPP) | 人均GDP (美元 PPP) | 佔世界經濟份額 (PPP) | GDP增長 (實際GDP) | 通貨膨脹率 | 公債 (和GDP的比率) |
| ---- | ------------------ | ------------------ | -------------------- | ----------------- | ---------- | ------------------ |
| 1980 | 382.0              | 557                | 2.89 %               | ▲5.3 %            | ▲11.3 %    | n/a                |
| 1981 | ▲442.7             | ▲632               | ▲3.01 %              | ▲6.0 %            | ▲12.7 %    | n/a                |
| 1982 | ▲486.5             | ▲680               | ▲3.11 %              | ▲3.5 %            | ▲7.7 %     | n/a                |
| 1983 | ▲542.6             | ▲742               | ▲3.25 %              | ▲7.3 %            | ▲12.6 %    | n/a                |
| 1984 | ▲583.3             | ▲781               | ▼3.23 %              | ▲3.8 %            | ▲6.5 %     | n/a                |
| 1985 | ▲633.6             | ▲830               | ▲3.29 %              | ▲5.3 %            | ▲6.3 %     | n/a                |
| 1986 | ▲677.3             | ▲869               | ▲3.33 %              | ▲4.8 %            | ▲8.9 %     | n/a                |
| 1987 | ▲722.1             | ▲907               | ━ 3.33 %             | ▲4.0 %            | ▲9.1 %     | n/a                |
| 1988 | ▲819.3             | ▲1,007             | ▲3.49 %              | ▲9.6 %            | ▲7.2 %     | n/a                |
| 1989 | ▲901.8             | ▲1,086             | ▲3.57 %              | ▲5.9 %            | ▲4.6 %     | n/a                |
| 1990 | ▲986.9             | ▲1,164             | ▲3.62 %              | ▲5.5 %            | ▲11.2 %    | n/a                |
| 1991 | ▲1,030.6           | ▲1,193             | ▼3.57 %              | ▲1.1 %            | ▲13.5 %    | 75.3 %             |
| 1992 | ▲1,111.8           | ▲1,261             | ▼3.38 %              | ▲5.5 %            | ▲9.9 %     | ▲77.4 %            |
| 1993 | ▲1,192.4           | ▲1,323             | ▲3.48 %              | ▲4.8 %            | ▲7.3 %     | ▼77.0 %            |
| 1994 | ▲1,298.8           | ▲1,413             | ▲3.60 %              | ▲6.7 %            | ▲10.3 %    | ▼73.5 %            |
| 1995 | ▲1,426.3           | ▲1,522             | ▲3.74 %              | ▲7.6 %            | ▲10.0 %    | ▼69.7 %            |
| 1996 | ▲1,562.1           | ▲1,636             | ▲3.87 %              | ▲7.6 %            | ▲9.4 %     | ▼66.0 %            |
| 1997 | ▲1,653.1           | ▲1,698             | ━ 3.87 %             | ▲4.1 %            | ▲6.8 %     | ▲67.8 %            |
| 1998 | ▲1,774.4           | ▲1,789             | ▲4.00 %              | ▲6.2 %            | ▲13.1 %    | ▲68.1 %            |
| 1999 | ▲1,954.0           | ▲1,935             | ▲4.19 %              | ▲8.5 %            | ▲5.7 %     | ▲70.0 %            |
| 2000 | ▲2,077.9           | ▲2,018             | ▼4.16 %              | ▲4.0 %            | ▲5.6 %     | ▲73.6 %            |
| 2001 | ▲2,230.4           | ▲2,130             | ▲4.26 %              | ▲4.9 %            | ▲4.3 %     | ▲78.7 %            |
| 2002 | ▲2,353.1           | ▲2,210             | ▲4.30 %              | ▲3.9 %            | ▲4.0 %     | ▲82.9 %            |
| 2003 | ▲2,590.7           | ▲2,395             | ▲4.46 %              | ▲7.9 %            | ▲3.9 %     | ▲84.2 %            |
| 2004 | ▲2,870.8           | ▲2,612             | ▲4.58 %              | ▲7.8 %            | ▲3.8 %     | ▼83.3 %            |
| 2005 | ▲3,238.3           | ▲2,901             | ▲4.77 %              | ▲9.3 %            | ▲4.4 %     | ▼80.9 %            |
| 2006 | ▲3,647.0           | ▲3,218             | ▲4.95 %              | ▲9.3 %            | ▲6.7 %     | ▼77.1 %            |
| 2007 | ▲4,111.1           | ▲3,574             | ▲5.16 %              | ▲9.8 %            | ▲6.2 %     | ▼74.0 %            |
| 2008 | ▲4,354.8           | ▲3,731             | ▲5.21 %              | ▲3.9 %            | ▲9.1 %     | ▲74.5 %            |
| 2009 | ▲4,759.9           | ▲4,020             | ▲5.68 %              | ▲8.5 %            | ▲11.0 %    | ▼72.5 %            |
| 2010 | ▲5,312.4           | ▲4,425             | ▲5.95 %              | ▲10.3 %           | ▲9.5 %     | ▼67.5 %            |
| 2011 | ▲5,782.0           | ▲4,750             | ▲6.09 %              | ▲6.6 %            | ▲9.5 %     | ▲69.6 %            |
| 2012 | ▲6,214.5           | ▲5,037             | ▲6.23 %              | ▲5.5 %            | ▲10.0 %    | ▼69.1 %            |
| 2013 | ▲6,727.3           | ▲5,383             | ▲6.41 %              | ▲6.4 %            | ▲9.4 %     | ▼68.5 %            |
| 2014 | ▲7,362.5           | ▲5,814             | ▲6.65 %              | ▲7.4 %            | ▲5.8 %     | ▼67.8 %            |
| 2015 | ▲8,036.3           | ▲6,264             | ▲6.94 %              | ▲8.0 %            | ▲4.9 %     | ▲69.9 %            |
| 2016 | ▲8,787.9           | ▲6,761             | ▲7.27 %              | ▲8.2 %            | ▲4.5 %     | ▼69.0 %            |
| 2017 | ▲9,596.8           | ▲7,287             | ▲7.52 %              | ▲7.2 %            | ▲3.6 %     | ▲69.8 %            |
| 2018 | ▲10,505.2          | ▲7,874             | ▲7.77 %              | ▲7.1 %            | ▲3.5 %     | ━ 69.8 %           |

## 經濟部門

### 農業

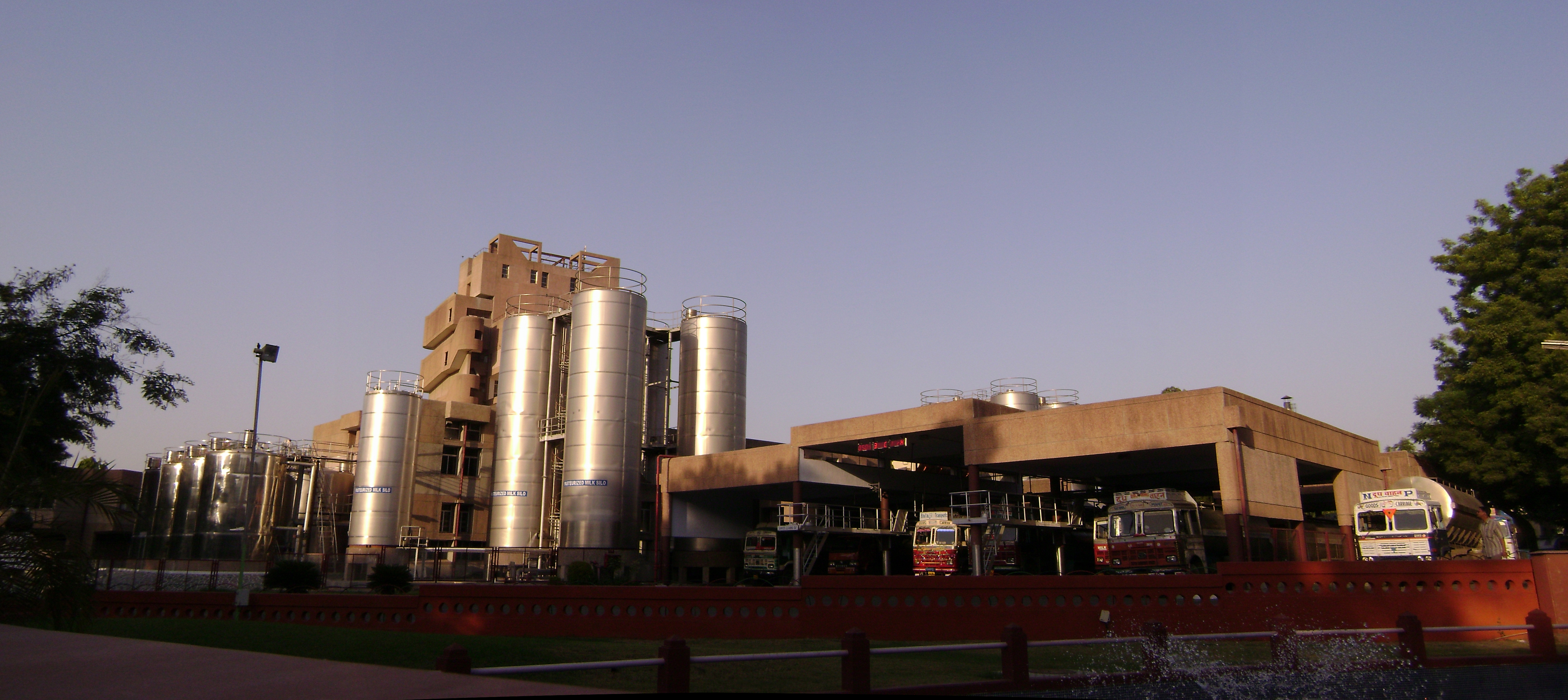
古吉拉特乳品廠

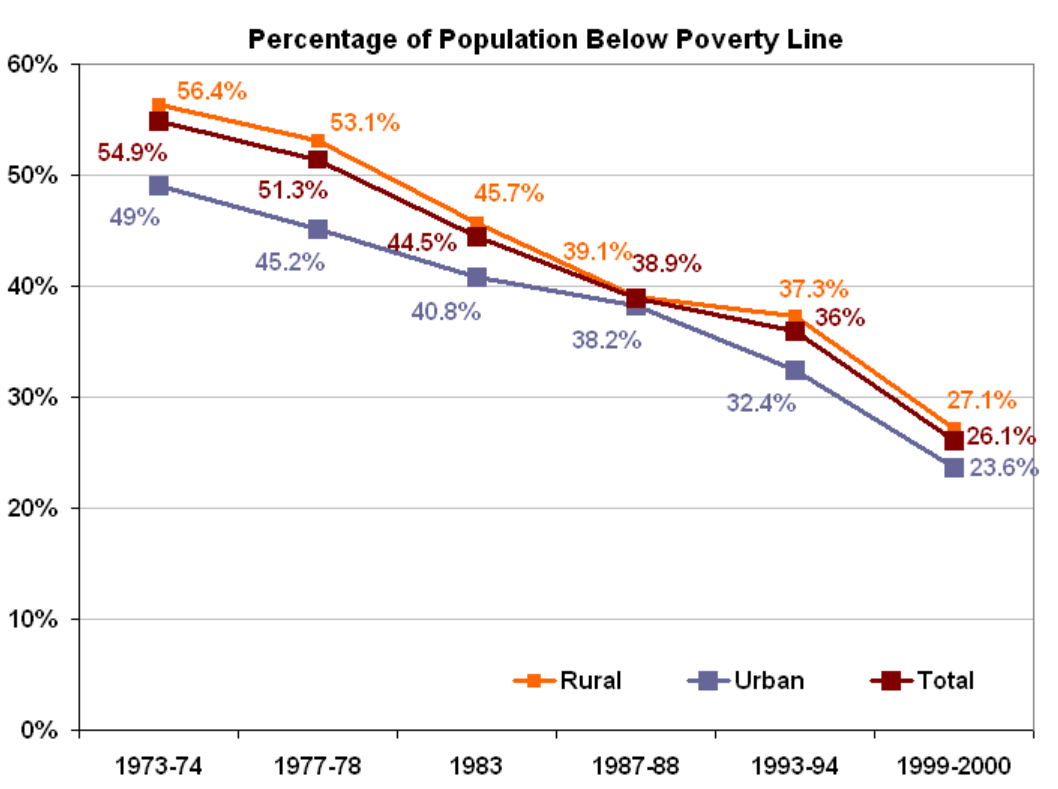
印度貧困人口百分比。贫困人口，指通过购买力平价计算后，日收入低于1美元的人群

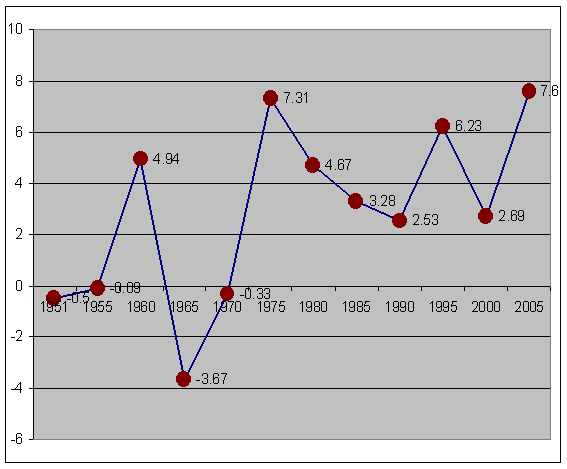
印度1950-2006 GDP成長

印度的农业部门是印度约58%人口的主要生计来源。印度拥有世界第二大可耕地资源，是世界上最大的香料、豆类、牛奶、茶、腰果和黄麻生产国、第二大水果、蔬菜、竹子、小麥生产国，同时也是世界最大的养殖虾生产國和出口國、全球最大的大米出口国、第二大鱼类生产国。棉花和蔗糖是印度最大的农业产业。
印度粮食主产区是半干燥气候的旁遮普邦-哈里亚纳邦，面积9.4万平方平里，小麦与水稻产量4500万吨以上，小麦总产占全印1/3，水稻总产占全印1/5。稻米商品粮收购总量占全国53%；小麦商品粮收购量占全印的84%；提供全印城市人口绝大部份的商品口粮。以3%的面积，生产全印25%的粮食。
缓慢的农业增长是当政者在制定政策时所格外注意的问题，因为印度三分之二的人口的就业和生存直接依靠农业。而印度的农业生产方式既不经济，亦不环保。维护不力的灌溉系统、普遍缺乏的服务业支持，是造成印度农产品的产量仍然较低的原因。恶劣的路况、欠发达的基础设施和烦冗的行政规定，令农民的产品无法及时、顺畅地进入市场。
印度农业生产力的低下，有以下原因：
- 根据世行报告《印度：农业及农村发展的优先项》，印度政府巨额的农业补贴妨碍了投资进入农业，而这直接影响了农业生产力的提高。过度的行政管制，推高了成本、增加了价格风险，从而令投资者对未来缺乏确定感。政府在劳工、土地和信贷方面的过度干预，严重影响了市场机制的运作。而农业发展亟需的基础设施和相关服务业则发展不足。[61]
- 经济社会发展的普遍落后、土地改革缓慢、不足或低效的金融和市场服务。
- 土地政策使每家农户平均占有的土地量很小（低于20,000 m²），且往往支离破碎。这严重影响了土地利用效率，造成过度耕作，并导致居高不下的失业率和低下的劳动生产力。
- 现代农业生产方法和技术的普及率较低。这主要是因为，对于大量中小农户而言，农业机械化过于昂贵，不切实际。很多人对现代技术认知不足，也是原因之一。
- 世行认为，印度水资源分配不均，效率低下，且缺乏可持续性。不良的灌溉系统则加剧了印度的水资源危机。[61]数据显示，2003到2004年度间，印度全国只有52.6%的农田得到了灌溉。[62]印度农村的灌溉设施严重不足，导致农民仍然靠天吃饭，严重依赖季风等自然条件。恰到好处的季风可能会令全国农业得到强劲增长，反之则会导致农业不景。[63]农业所需的信贷由印度国有开发银行（NABARD）监管，该机构是南亚次大陆在农村发展方面的最高法定机关。

印度有许多农业保险公司，在农业部监管下，为农民提供自然灾害或灾害性歉收保险。印度农业保险公司是此类机构中的佼佼者，为全国近两千万农民提供政策规定内的各类保险。

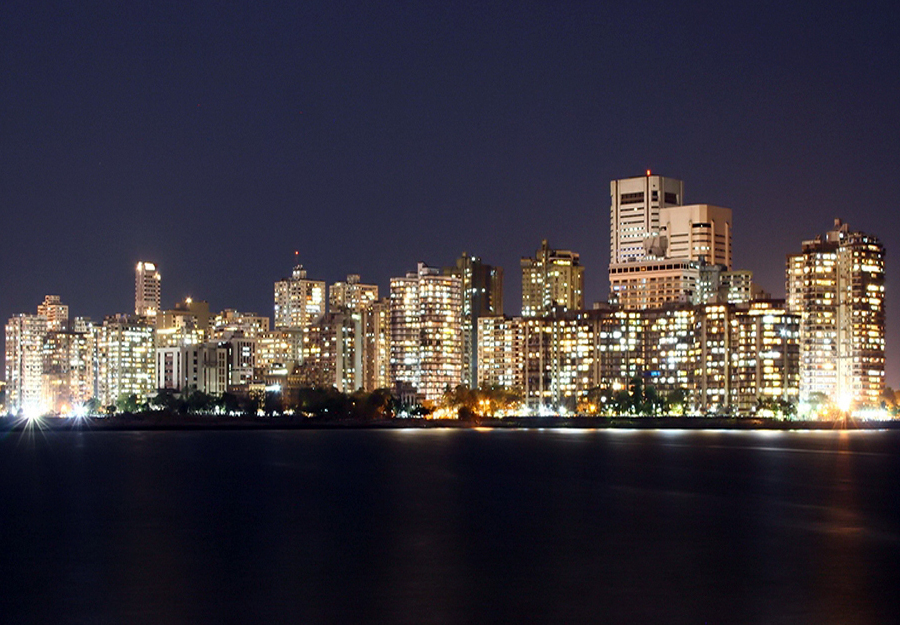
孟买的卡菲广场（Cuffe Parade），是印度重要的經濟中心之一，坐落著孟買的世貿中心和其他重要金融機構。
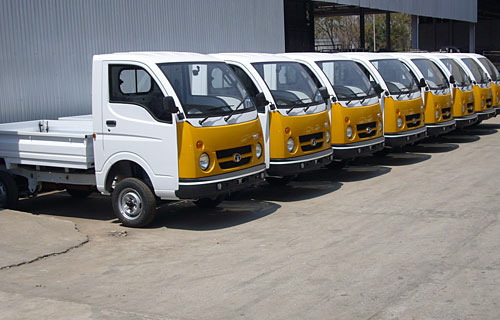
塔塔汽車生產的卡車
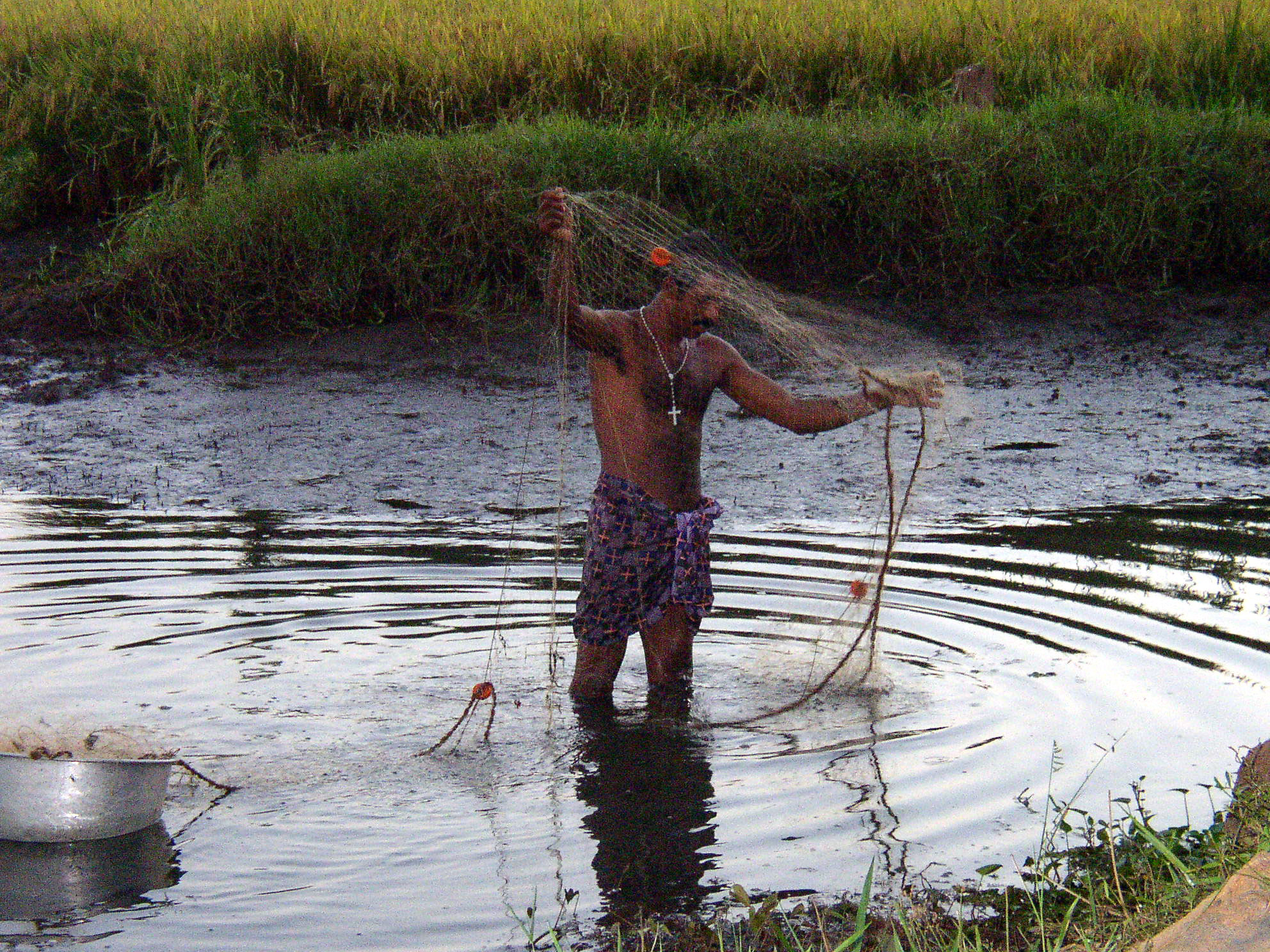
Kerala的漁業
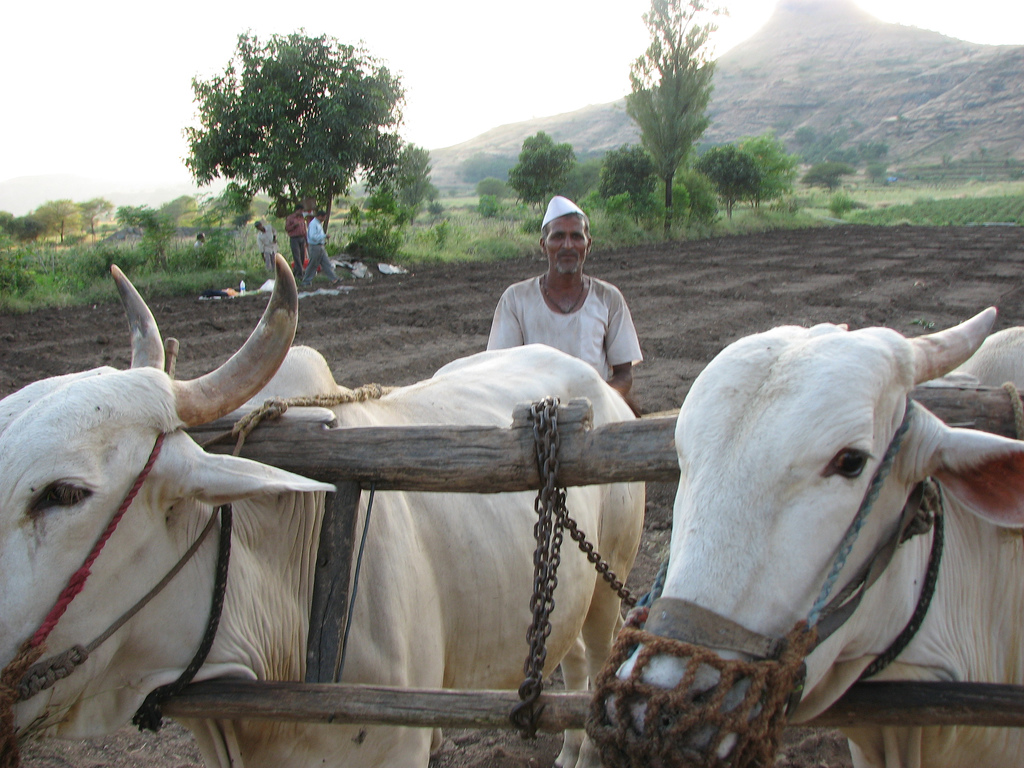
德里的農業
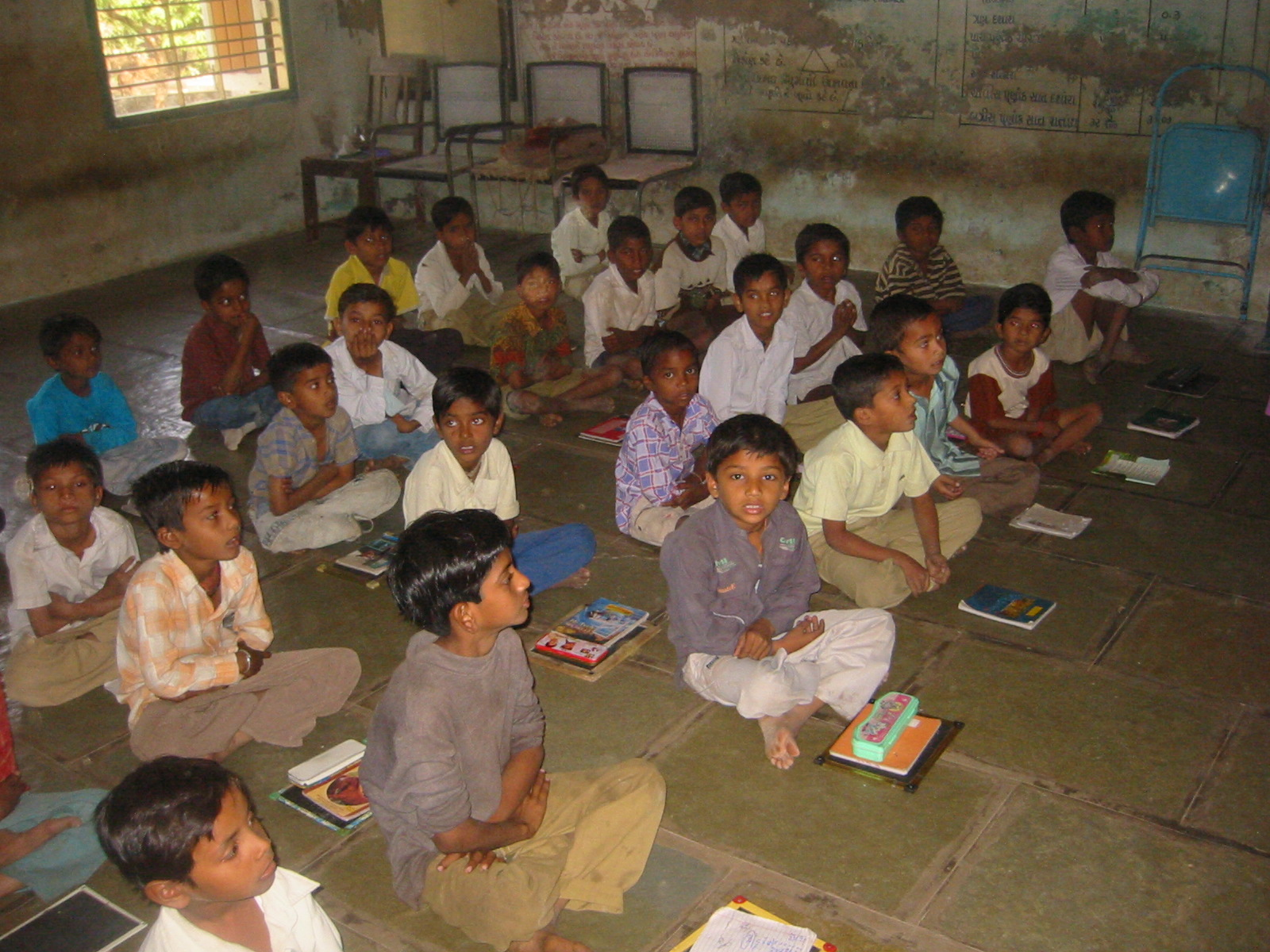
城鎮小學
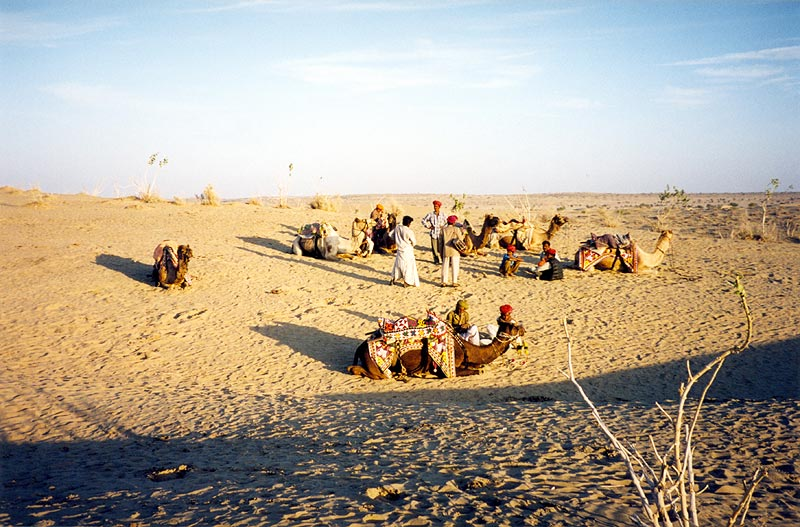
沙漠區的游牧人

### 制造業

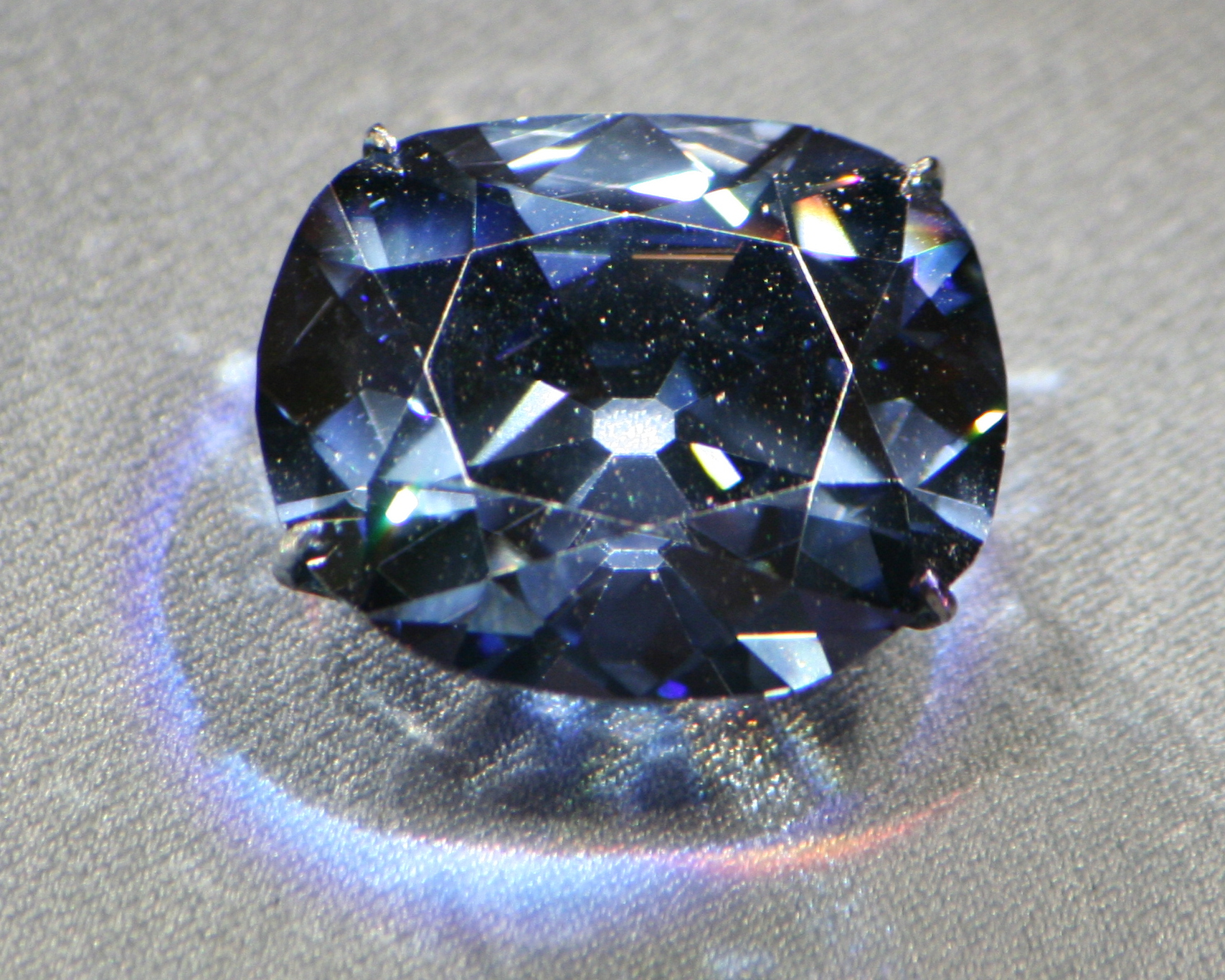
印度鑽石業

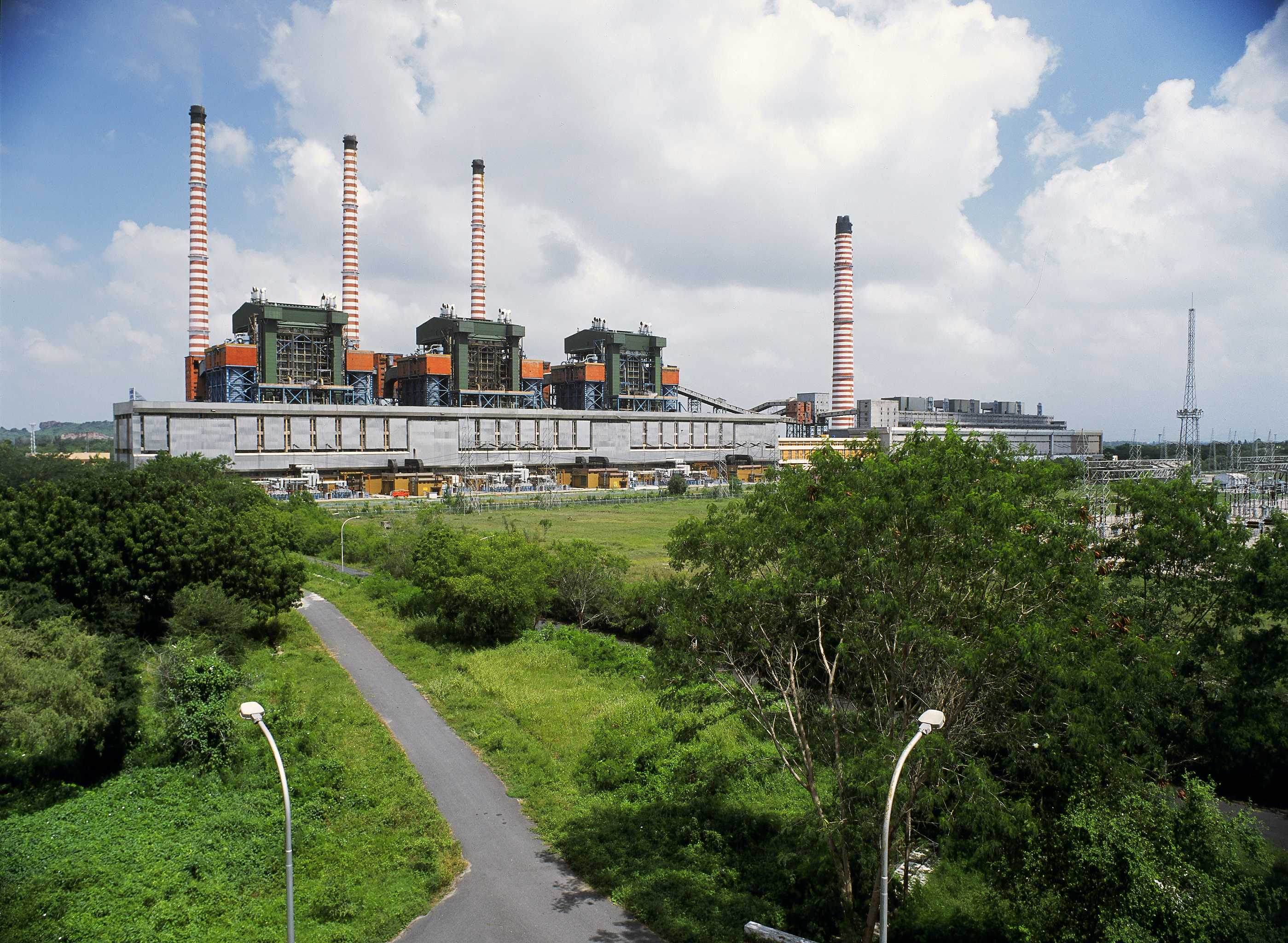
NTPC工廠

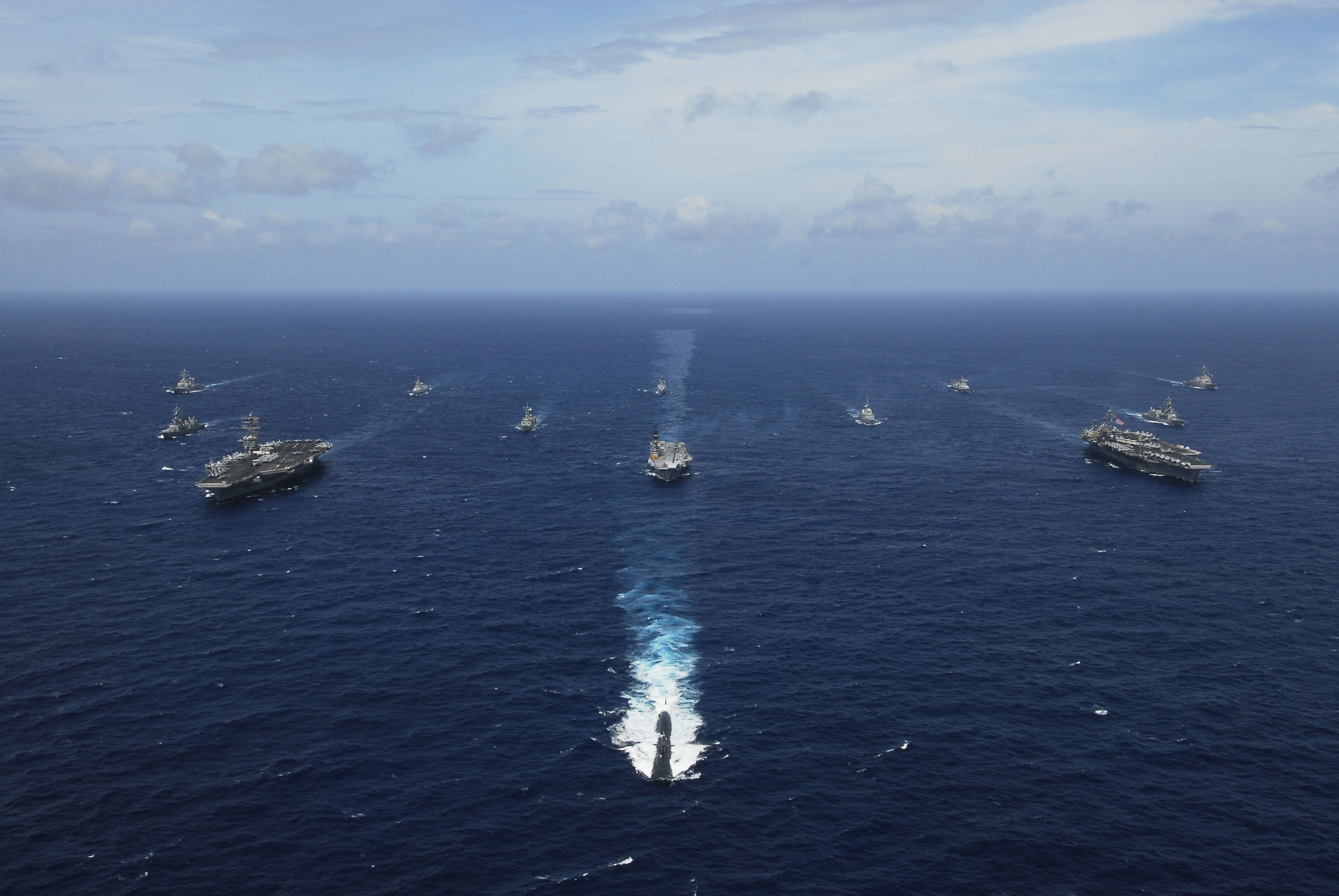
印度洋

#### 纺织产业
印度是世界上最大的紡織品和服裝生產國之一，在全球纺织业中占有举足轻重的位置。印度的紡織和服裝行業是历史悠久的传统产业，佔該國GDP的5%，是印度第一大工业部门和仅次于农业的第二大创造就业部门。

#### 汽车产业
印度的汽车工业价值超过1000亿美元，占该国总出口的8%，占印度GDP的2.3%。印度是全球第一大两轮车、三轮车、拖拉机制造商和第二大客车制造商，第三大重型卡车制造商和第四大汽车制造商，是全球主要的汽车生产国和消费国之一，在国际重型汽车领域占有重要地位。知名汽车制造商包括马鲁蒂铃木公司、塔塔汽车、马恒达汽车等。泰米尔纳德邦是印度汽车制造业的关键地区，众多国际车企巨头都在此设有生产基地，古尔冈-比瓦迪-尼姆拉纳走廊为全国汽车工业主要制造带，集中了印度最大的汽车生态系统。

#### 生物技术
印度的生物技术部门分为生物制药、生物工业、生物农业、生物信息技术和生物服务。在生物制药领域，印度已发展成为全球知名的疫苗制造国，向全球150多个国家出口疫苗，在百白破疫苗、卡介苗和麻疹疫苗等供应方面占据领先地位。印度拥有世界第三大规模的制药工业，是全球最大的仿制药供应商，提供60个治疗类别的逾六万个仿制药品牌，占全球供应量的20%，有“世界药房”之称。

#### 化学工业
印度的化学工业高度多元化，涵盖超过80,000种商业产品，大致分为大宗化学品、特种化学品、农用化学品、石油化学品、聚合物和肥料，是世界第四大农药生产国、第六大化学品销售国，约占世界染料和染料中间体产量的16%。

#### 电子产业
印度是全球最大的消费电子市场之一，为全球第二大手机制造商。“印度製造”和“數字印度”等舉措加速了國內電子產品生產的增長。

#### 石化工业
印度是仅次于中国和美国的世界第三大能源和石油消费国，是全球增长最快的能源市场。印度西海岸已成为全球新兴的炼油中心，贾姆纳加尔联合炼油厂为全球规模最大的炼油厂之一。

### 服務業
印度服务业相对较发达，服务业总产值占经济总量的半壁江山，远高于工业产值，在新兴经济体中罕见。丰富的人才资源、良好的英语基础、低廉的劳动力成本，使得印度成为全球最大的服务外包中心。印度是全球软件外包的第一接包市场，占全球服务外包市场的一半以上，

#### 旅遊業
2017年有超過1000萬外國遊客抵達印度，增長15.6％。印度在2015年從旅遊收入中獲得了210.7億美元的外匯收入。美國，歐盟國家和日本依次是印度的最大國際遊客來源。許多國際遊客會參觀泰姬陵。印度國內旅遊業吸引了約7.4億人次。據世界旅行與旅遊理事會（World Travel & Tourism Council）的計算，2017年旅遊業創造了2100億美元，佔該國GDP的9.4％，佔總就業人數的8％。
有些印度醫院渴望得到醫療旅行相關政策。2015年10月，醫療旅行業的價值估計為30億美元。預計到2021年，這一數字將增長到70到80億美元。

### 金融业

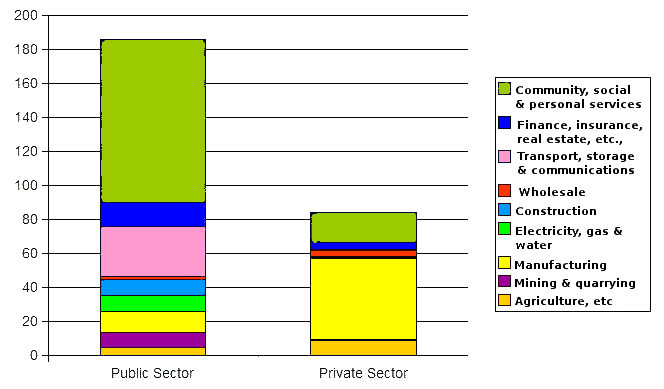
印度的私有和公有企业雇员比较。“私有企业”指非农行业中，多于10名雇员的企业。

印度的金融市場可分為：有組織的部門（包含私人企業，公營事業與外國商業銀行和合作銀行，合稱為計畫內銀行和未組織化的部門，包括個人或家族所擁有的當地銀行或信貸和非銀行性金融公司〔NBFCs〕)。缺乏組織的部門在農村與半開發都市仍然擁有比傳統銀行龐大的市場，特別是在非生產用途上的借貸，比如婚喪喜慶或短期貸款。
英迪拉‧甘地總理在1960年時宣布了14家銀行的國有化，1960年時又開放了六家，並規定銀行要提供40％的優先貸款於農業、小型工業、零售貿易、中小企業的發展。以確保銀行盡其對社會發展的義務。之後印度的銀行分行總數從1969年的10120間增加至2003年的98910間，一個銀行分行的單位面積服務人口數也因此從6.38萬降至1.5萬。1991年的存款總額比1971年的增加了32.6倍，1971年與1951年相比則多了7倍。

### 自然资源
約2.2%的GDP來自礦業開採，北部煤、鐵、雲母為大宗，中部則有鈾礦、寶石、大理岩，南方則有經濟規模不高的礬土、黏土、鐵礦。云母产量世界第一，煤和重晶石产量居世界第三。主要资源可采储量估计为：煤2533.01亿吨，铁矿石134.6亿吨，铝土24.62亿吨，铬铁矿9700万吨， 锰矿石1.67亿吨，锌970万吨，铜529.7万吨，铅238.1万吨，石灰石756.79亿吨，磷酸盐1.42亿吨，黄金68吨，石油7.56亿吨， 天然气10750亿立方米。此外，还有石膏、钻石及钛、钍、铀等。森林67.83万平方公里，覆盖率为20.64%。

## 基礎設施
印度的交通部門和基礎設施貢獻了其GDP的5％。英治時期，印度是最早開通火車的亞洲國家，在1853年開通了從孟買至塔那全長34公里的鐵路線，這是印度也是亞洲第一條鐵路。在G-27國家中，印度每10萬人的公路密度較低，近年基礎設施正持續升級。
印度有經營定期航班的航空公司共14家，私有民營航空公司占據了國內80%以上的市場份額，2015年印度國內旅客空運量達到8109.2萬人次。2011年統計印度真正暢通無阻的高速公路總里程則約950公里，道路密度高，將鄉村可行汽車的泥路也算在內達330多萬公里。

## 地方經濟

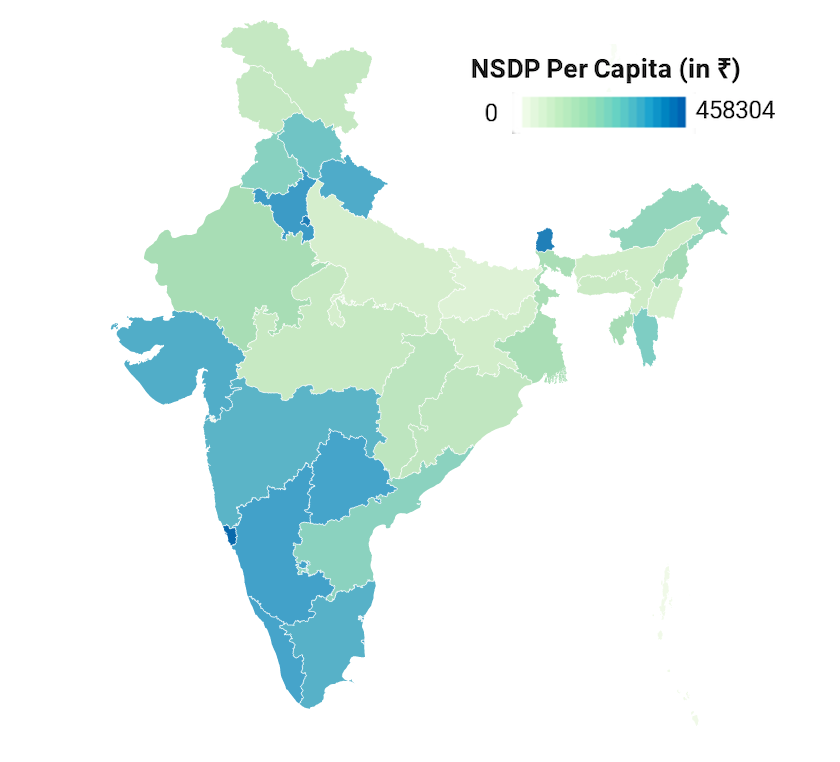
2018-2019年印度各邦人均淨生產總值

## 經濟趨勢

### 優勢
高盛預測：「從2007~2020年間，印度人民的GDP將會翻倍」, 且人口年輕比例較高在2043年經濟總量將有機會超越美國。報告指出，如果達到預期的成長率，未來數十年印度將持續做為「世界經濟的動力」。

### 劣勢
在2017年的各国经商容易度列表中，印度位列第130名，落後於中國（第78名）、伊朗 （第120名）和越南（第82名）。
“高盛做為私人金融機構，該預測是高盛為配合金磚四國的投資炒作提供材料，例如金融自由化並不是繁榮必備要素反而造成金融海嘯，而大學和教育提高並不能解釋諸多歐美大學年輕人低就和失業的現象，同樣大學畢業的年輕人卻因不同科系、家世而有相差甚大的就業結果。。
2012年上半印度經濟成長5.3%為9年來最低，外資熱錢撤出後標普公司將印度前景調為負向，兩年內可能調為垃圾債等級，主因為印度的結構有雙赤字危機，財政赤字為金磚國中最重且外貿是逆差。印度石油80%依賴進口且有能源補貼政策和凍漲政策，2000年後油價漲幅最高達188%而同期印度國內油價只上漲33%，就是因補貼政策造成。
2012年後國際經濟不佳40%的外資撤出沒有外銷產業又內需貧弱的印度，盧比貶值，進口石油變貴，能源補貼政策的赤字更形擴大，官方被迫調漲油價10%卻造成政治動盪和五月大罷工，在選舉制的環境下只好取消漲價，形成雙赤字困境；繼續能源補貼的巨大赤字讓政府沒有餘錢做投資和建設，暫停補貼的高油價和通膨又會拖垮內需為主的印度經濟。